# Claude Kelly
Claude Kelly (New York, 28 dicembre 1980) è un paroliere e compositore statunitense.

## Carriera
Ha scritto canzoni per diversi e importanti artisti di livello internazionale come Michael Jackson, Frankie J, Kat DeLuna, Brandy, Lemar, Leona Lewis, Jesse McCartney, Britney Spears, Akon, Backstreet Boys, Corbin Bleu, Toni Braxton, Kelly Clarkson, Jason Derulo, Marié Digby, Miley Cyrus, Melanie Fiona, E.M.D, Adam Lambert, Whitney Houston, Chrisette Michele, Jay Sean, Jordin Sparks, Christina Aguilera, David Archuleta, Fantasia, Charice, Miranda Cosgrove, Lee DeWyze, Lil Jon, Fefe Dobson, Kesha, Bruno Mars, Olly Murs, Sugababes, Flo Rida, Jessica Mauboy, Hot Chelle Rae, Jessie J, Ledisi, Jennifer Lopez, Martina McBride, Joe Jonas, James Morrison, Matthew Morrison, Musiq Soulchild, Pitbull, Simple Plan, Faith Evans, Neon Hitch, Karmin, Chris Rene, Eve e altri.